# 214485 Dupouy
214485 Dupouy este un asteroid din centura principală de asteroizi.

## Descriere
214485 Dupouy este un asteroid din centura principală de asteroizi. A fost descoperit pe 26 octombrie 2005 la Ottmarsheim de Claudine Rinner. Asteroidul prezintă o orbită caracterizată de o semiaxă mare de 3,14 ua, o excentricitate de 0,15 și o înclinație de 6,2° în raport cu ecliptica.